# Niphargus vodnensis
Niphargus vodnensis is een vlokreeftensoort uit de familie van de Niphargidae. De wetenschappelijke naam van de soort is voor het eerst geldig gepubliceerd in 1943 door S. Karaman.